# Timothy Castagne
Timothy Castagne (sinh ngày 5 tháng 12 năm 1995) là một cầu thủ bóng đá chuyên nghiệp người Bỉ hiện thi đấu ở vị trí hậu vệ cánh cho câu lạc bộ Premier League Fulham và đội tuyển quốc gia Bỉ.

## Thống kê sự nghiệp

### Câu lạc bộ
Tính đến ngày 12 tháng 11 năm 2022
| Club           | Season       | League             | League | League | National Cup | National Cup | League Cup | League Cup | Europe | Europe | Total | Total |
| Club           | Season       | Division           | Apps   | Goals  | Apps         | Goals        | Apps       | Goals      | Apps   | Goals  | Apps  | Goals |
| -------------- | ------------ | ------------------ | ------ | ------ | ------------ | ------------ | ---------- | ---------- | ------ | ------ | ----- | ----- |
| Genk           | 2013–14      | Belgian Pro League | 0      | 0      | 0            | 0            | —          | —          | 0      | 0      | 0     | 0     |
| Genk           | 2014–15      | Belgian Pro League | 27     | 1      | 1            | 0            | —          | —          | —      | —      | 28    | 1     |
| Genk           | 2015–16      | Belgian Pro League | 21     | 0      | 1            | 0            | —          | —          | —      | —      | 22    | 0     |
| Genk           | 2016–17      | Belgian Pro League | 32     | 0      | 5            | 0            | —          | —          | 12     | 2      | 49    | 2     |
| Genk           | Total        | Total              | 80     | 1      | 7            | 0            | —          | —          | 12     | 2      | 99    | 3     |
| Atalanta       | 2017–18      | Serie A            | 20     | 0      | 3            | 1            | —          | —          | 3      | 0      | 26    | 1     |
| Atalanta       | 2018–19      | Serie A            | 28     | 4      | 5            | 1            | —          | —          | 4      | 0      | 37    | 5     |
| Atalanta       | 2019–20      | Serie A            | 27     | 1      | 0            | 0            | —          | —          | 6      | 1      | 33    | 2     |
| Atalanta       | Total        | Total              | 75     | 5      | 8            | 2            | —          | —          | 13     | 1      | 96    | 8     |
| Leicester City | 2020–21      | Premier League     | 27     | 2      | 5            | 0            | 0          | 0          | 2      | 0      | 34    | 2     |
| Leicester City | 2021–22      | Premier League     | 27     | 1      | 0            | 0            | 0          | 0          | 9      | 0      | 36    | 1     |
| Leicester City | 2022–23      | Premier League     | 14     | 1      | 0            | 0            | 1          | 0          | —      | —      | 15    | 1     |
| Leicester City | Total        | Total              | 68     | 4      | 5            | 0            | 1          | 0          | 11     | 0      | 85    | 4     |
| Career total   | Career total | Career total       | 223    | 10     | 20           | 2            | 1          | 0          | 36     | 3      | 280   | 15    |

1. ↑  Includes Belgian Cup, Coppa Italia, FA Cup
2. ↑  Includes EFL Cup
3. 1 2 3 4  Appearances in UEFA Europa League
4. ↑  Appearances in UEFA Champions League
5. ↑  Five appearances in UEFA Europa League, four appearances in UEFA Europa Conference League

### Quốc tế
Tính đến ngày 26 tháng 3 năm 2024
| Đội tuyển quốc gia | Năm  | Trận | Bàn |
| ------------------ | ---- | ---- | --- |
| Bỉ                 |      |      |     |
| 2018               | 2    | 0    |     |
| 2019               | 5    | 2    |     |
| 2020               | 4    | 0    |     |
| 2021               | 10   | 0    |     |
| 2022               | 8    | 0    |     |
| 2023               | 10   | 0    |     |
| 2024               | 2    | 0    |     |
| Tổng               | Tổng | 41   | 2   |

Bàn thắng và kết quả của Bỉ được để trước.
| # | Ngày                 | Địa điểm                                    | Đối tủ     | Bàn thắng | Kết quả | Giải đấu            |
| - | -------------------- | ------------------------------------------- | ---------- | --------- | ------- | ------------------- |
| 1 | 8 tháng 6 năm 2019   | Sân vận động Nhà vua Baudouin, Brussels, Bỉ | Kazakhstan | 2–0       | 3–0     | Vòng loại Euro 2020 |
| 2 | 10 tháng 10 năm 2019 | Sân vận động Nhà vua Baudouin, Brussels, Bỉ | San Marino | 9–0       | 9–0     | Vòng loại Euro 2020 |